# Røsts kommun
Røsts kommun (norska: Røst kommune) är en kommun i den yttersta delen av ögruppen Lofoten i Nordland fylke i norra Norge. Kommunen är mest känd för sin rika population av lunnefågel samt sin produktion av torrfisk. Centralort och enda tätort är Røstlandet på ön Røst. Namnet på ön och kommunen kommer av fornnordiskans rost (=virvel), troligen med tanke på den lokala malströmmen.
Røsts kommun har maritim gräns med Værøy kommun i nordöst samt med kommunerna Bodø, Meløy och Rødøy i sydöst. Väster om kommunen breder Norska havet ut sig.

## Administrativ historik
Røsts kommun upprättades den 1 juli 1928 genom utbrytning ur Værøy kommun.

## Kommunikation
Ön Røst har färjeförbindelse med både staden Bodø på fastlandet och med Moskenes i Lofoten, via ön Værøya. På ön finns Røsts flygplats där det går flyg till städerna Bodø och Leknes.

## Tätorter
I Røsts kommun finns en tätort:
- Røstlandet (centralort)

## Socknar
Inom Norska kyrkan motsvaras Røsts kommun av Røsts socken i Bodø domprosteri i Sør-Hålogalands stift.

## Bilder

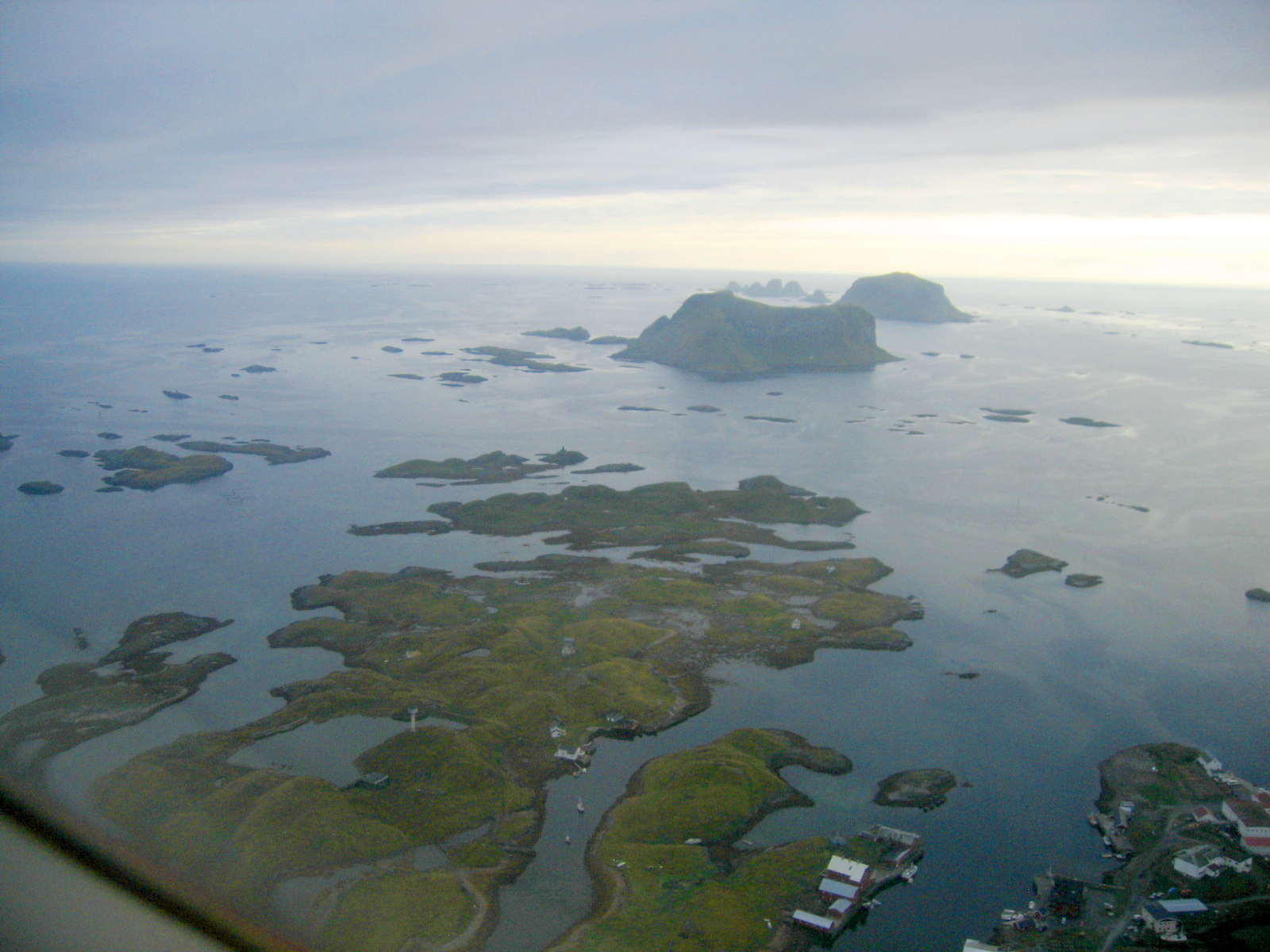
Utsikt över Røst mot öarna Vedøya och Storfjellet.
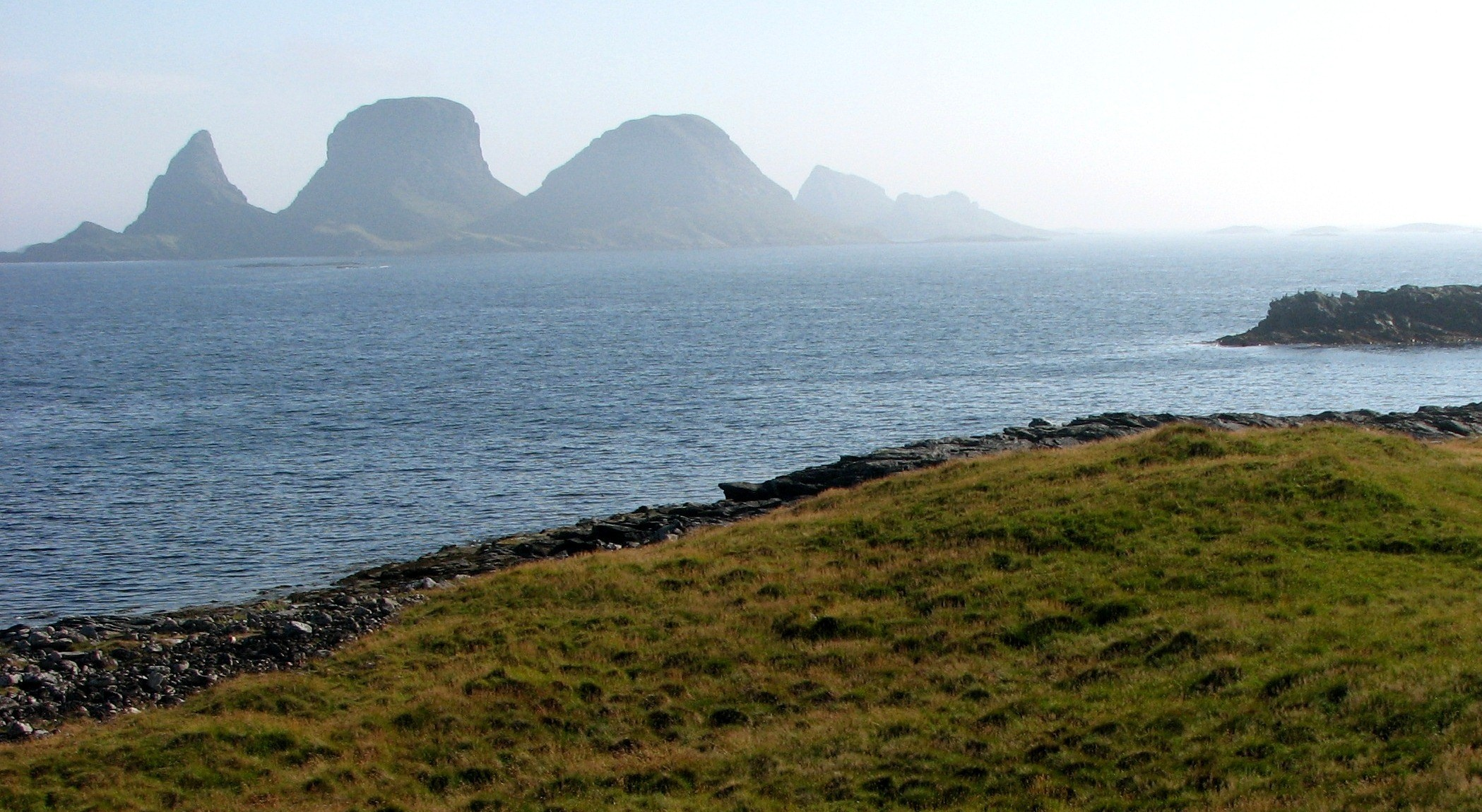
Vy mot öarna i söder.
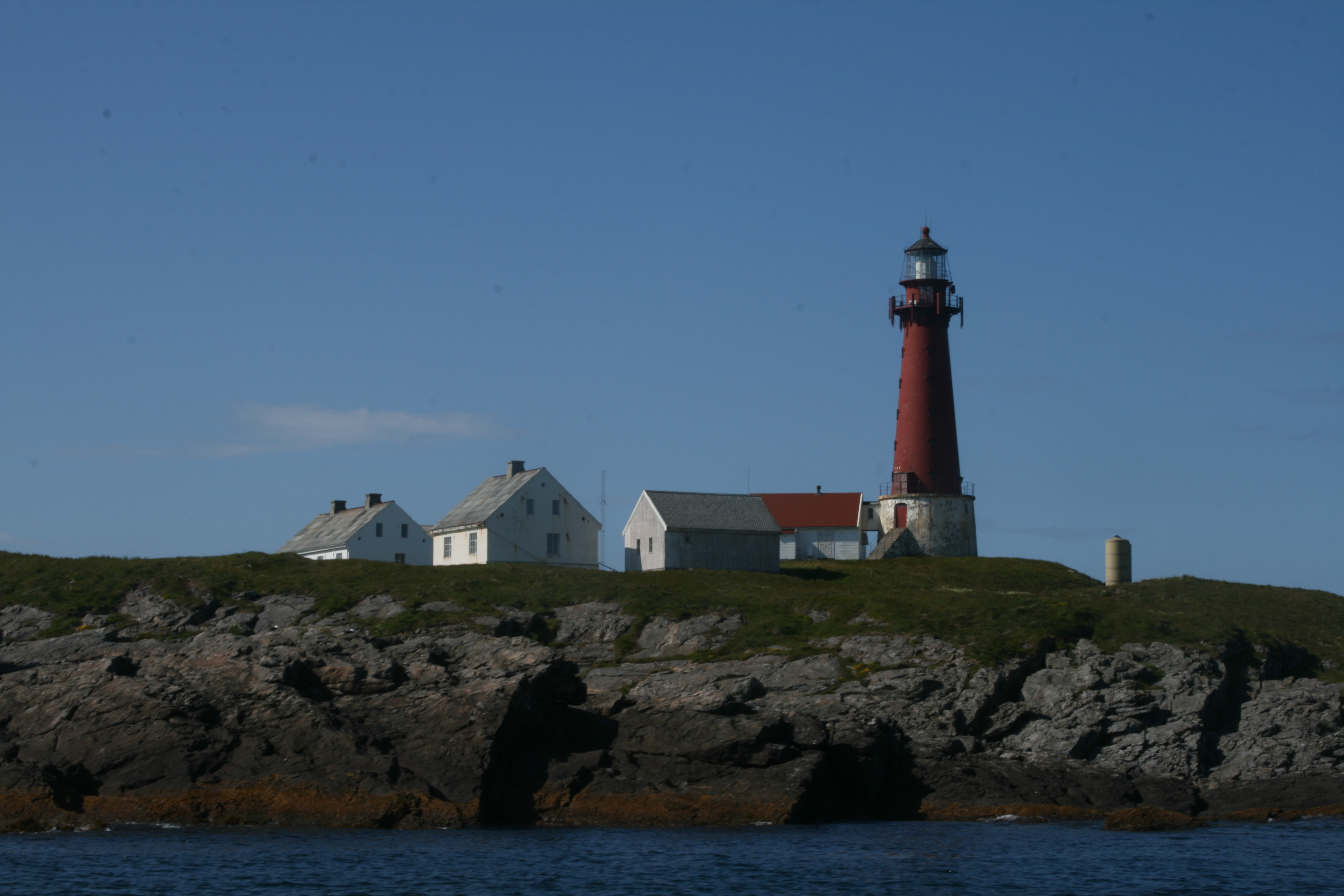
Skomvær fyr.
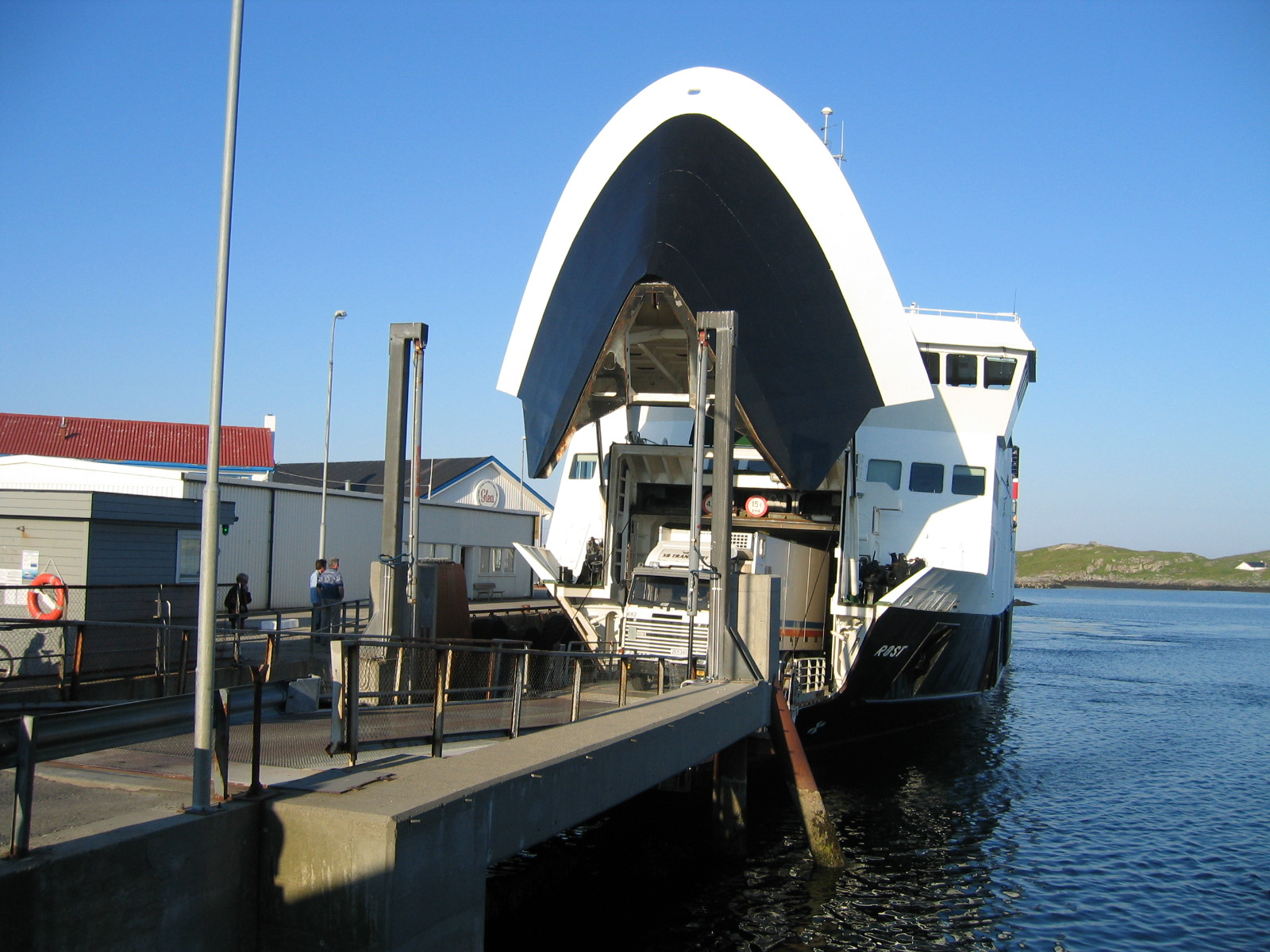
Färjeläget vid Røstlandet.